# Boutoko
Boutoko est une commune rurale située dans le département de Thyou de la province de Boulkiemdé dans la région du Centre-Ouest au Burkina Faso.